# Руденко Іван Ілліч
Іва́н Іллі́ч Руде́нко (* 10 січня 1906, Златоустівка, Херсонський повіт, Херсонська губернія — † 30 грудня 1941) — Герой Радянського Союзу, капітан піхоти.

## Життєпис
Походить з сім'ї робітника, закінчив три курси технікуму, працював електрослюсарем. В Радянській армії з 1928 року.
Закінчив Одеську військову піхотну школу та бронетанкові курси вдосконалення командного складу.
В часі нацистсько-радянської війни з червня 1941 року служив в 1-й окремій танковій бригаді 40-ї армії, командував мотострілецьким кулеметним батальйоном.
Під час контрнаступу 25-27 грудня 1941 року його батальйон звільнив села Гамово, Леженька, Морозівка, Петрищево, Суходол Тимського району Курської області, червоноармійці при цьому захопили 30 кулеметів, 23 гармати, два нацистських бойових прапори, вбито до ста солдатів та офіцерів противника. З 28 по 30 грудня 1941 під селом Гамово батальйон під його командуванням відбив 17 атак за підсилення танків та авіації. Ранком 30 грудня Руденко повів бійців в чергову контратаку, в цьому бою він був вбитий.
Похований в Старому Осколі Бєлгородської області.
27 березня 1942 року указом Президії ВР СРСР «за зразкове виконання бойових завдань командування на фронті боротьби з німецько-фашистськими загарбниками та проявлені при цьому мужність та героїзм» капітану Руденку посмертно присвоєно звання Героя Радянського Союзу, нагороджений медаллю «Золота Зірка» та Орденом Леніна. (рос.)
В селі Гур'їв Козачок встановлено (Золочівський район Харківської області) йому встановлено пам'ятний знак.
У травні 2010 року в Старому Осколі встановлено погруддя Івана Руденка.